# Monotheletismus
Der Monotheletismus (von griechisch μόνος mónos „einzig“, „allein“ und θέλω thélo „wollen“) ist eine christologische Lehre, der zufolge Christus zwei Naturen – eine göttliche und eine menschliche –, aber nur einen Willen (Ziel, Zielausrichtung) besitzt. Christus habe zwar eine eigene menschliche Natur, sein Wille stimme mit dem Gottes aber vollständig überein.
Die Lehre wurde Anfang des 7. Jahrhunderts unter dem oströmischen Kaiser Herakleios entwickelt, um die 451 auf dem Konzil von Chalcedon festgelegte Zweinaturenlehre Christi mit der miaphysitischen Lehre auszusöhnen. Die Miaphysiten („Monophysiten“) sollten auf diese Weise wieder in die Reichskirche eingegliedert werden, aus der sie zuvor exkommuniziert worden waren.
Trotz der Sympathien des Kaisers und der Unterstützung des Papstes Honorius I. wurde der Monotheletismus sowohl von der Ost- als auch von der Westkirche letztlich zurückgewiesen und auch von den Miaphysiten nicht akzeptiert. Maximus der Bekenner, der führende Theologe des 7. Jahrhunderts, wandte sich besonders nachdrücklich gegen diese Lehre.
Auf dem dritten Konzil von Konstantinopel (680/81) wurde der Monotheletismus als Häresie verurteilt und die bis heute bestehende Doktrin ausgegeben, dass Christus zu jeder seiner beiden Naturen einen Willen besitzt, der menschliche Wille dem göttlichen Willen aber untergeordnet ist. Das Konzil verurteilte auch den verstorbenen Papst Honorius I. wegen seiner Unterstützung des Monotheletismus als Häretiker, ein Umstand, der später im Zusammenhang der Debatte über  Päpstliche Unfehlbarkeit eine wichtige Rolle spielte.
Im Byzantinischen Reich erfuhr der Monotheletismus unter Kaiser Philippikos Bardanes (711–713) eine kurze Wiederbelebung, was eine der Ursachen für den baldigen Sturz dieses Kaisers war. Die Maroniten im Libanon waren bis ins 12. Jahrhundert Monotheleten.